# Gourville
Gourville korábbi község Franciaországban, Charente megyében. Lakosainak száma 655 fő (2018. január 1.). Gourville Bonneville, Genac, Marcillac-Lanville, Mons, Montigné, Rouillac, Saint-Cybardeaux, Genac-Bignac és Val-d'Auge községekkel határos.
2019. január 1-jén Rouillac-kal egyesült és az új község része lett.

## Népesség
A település népessége az elmúlt években az alábbi módon változott:
| Lakosok száma | 550  | 487  | 534  | 589  | 626  | 632  | 625  | 660  | 656  | 655  |
|               | 1968 | 1975 | 1982 | 1999 | 2006 | 2011 | 2013 | 2016 | 2017 | 2018 |